# Crise constitucional na Gâmbia em 2016–2017

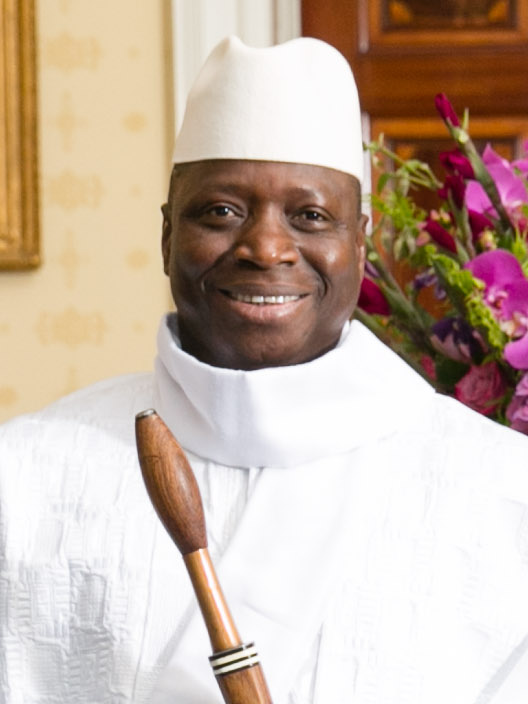
Yahya Jammeh.

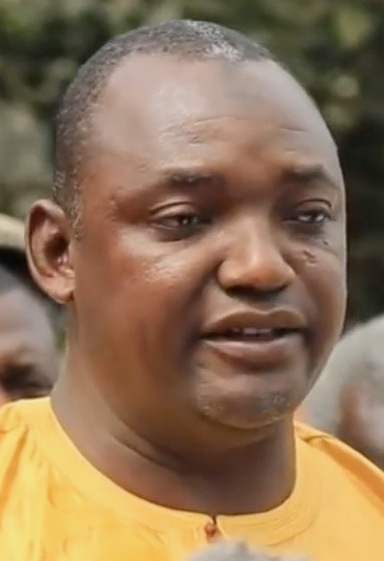
Adama Barrow.

A crise constitucional na Gâmbia refere-se a uma crise política causada pela relutância do então presidente da Gâmbia Yahya Jammeh, cujo mandato expirou em 21 de janeiro de 2017, em deixar o cargo e entregar o poder ao presidente eleito nas eleições presidenciais ocorridas em 1 de dezembro de 2016, o líder da oposição Adama Barrow.
Nas eleições presidenciais de 2016 se enfrentaram Yahya Jammeh, que liderava o país desde o golpe de Estado de 1994 que dirigiu contra o então presidente Dawda Jawara e visava alcançar um outro mandato; e Adama Barrow, líder da oposição gambiana, com o último saindo vitorioso. Jammeh não reconheceu o resultado e decidiu permanecer no poder por um período indeterminado. Barrow, com receio de represálias, foi para o exterior, encontrando refúgio no Senegal.
Embora o presidente tivesse inicialmente reconhecido o resultados das eleições, depois de oito dias se recusou a aceitar sua derrota. Jammeh entrou com recurso na Suprema Corte do país com o objetivo de anular a eleição e, posteriormente, decretou estado de emergência. Na capital Banjul e na cidade de Serekunda, tropas foram implantadas. A comunidade internacional reagiu de forma muito negativa a decisão de Jammeh, com a Comunidade Econômica dos Estados da África Ocidental (CEDEAO) enviando uma delegação à Gâmbia para tentar persuadir Jammeh a renunciar.
Uma vez que os delegados da CEDEAO não conseguiram convencer Jammeh a abandonar o poder, uma coalizão formada por Senegal, Nigéria e Gana decidiu intervir na Gâmbia.  No dia 19 de janeiro tropas senegalesas invadiram a Gâmbia, tomando a vila de Kalinai, terra natal de Jammeh, após vencerem a resistência das forças do Movimento das Forças Democráticas de Casamança, que apoiam Jammeh. O avanço foi suspenso por um dia para criar condições para negociações. Um acordo foi anunciado no qual Jammeh deixaria o país  e pouco tempo depois ele anunciou na televisão estatal que ele estava deixando o cargo. Depois que ele foi para o exílio, a CEDEAO anunciou que suas tropas permanecerão estacionadas no país para garantir a segurança.

## Reações iniciais
Após o anúncio dos resultados das eleições, os apoiadores da oposição celebraram amplamente a vitória surpresa e ficaram atordoados com a concessão da derrota de Jammeh.  Milhares de pessoas celebraram nas ruas de Banjul.  No entanto, alguns expressaram cautela sobre o que Jammeh poderia fazer a seguir - sugerindo que ele ainda tentaria reter o poder, apesar do que havia acontecido.
Poucos dias após a eleição, 19 prisioneiros da oposição foram libertados, incluindo Ousainou Darboe, o líder do Partido Democrático Unido de Barrow.  Darboe foi preso em abril de 2016 e condenado a três anos de prisão, e sua detenção levou à candidatura de Barrow. 
Entrevistado logo após a eleição, Barrow agradeceu ao povo gambiano, incluindo aqueles da diáspora no exterior, e apelou para que deixassem de lado suas diferenças e trabalhassem juntos para o desenvolvimento de seu país. Ele disse: "Sei que os gambianos estão com pressa, mas nem tudo será alcançado em um dia. Gostaria, portanto, de apelar a todos os gambianos e amigos da Gâmbia para que se juntem a nós e ajudem a mover este grande país para a frente. Não quero esta mudança de regime seja uma mera mudança. Eu quero que isso seja sentido e visto no bem-estar do país e de todos os gambianos. Por isso, pedimos a todos os gambianos e amigos da Gâmbia que nos ajudem a tornar a Gâmbia grande novamente." 
Barrow disse que suas primeiras prioridades incluem ajudar o setor agrícola: "Não temos minerais aqui. A espinha dorsal deste país é a agricultura. ... Sob o governo do presidente Yahya, todos aqueles centros agrícolas ruíram completamente e eles não existem mais."  Questionado sobre seus planos para a reforma judicial, declarou: "Queremos um judiciário livre e independente, onde ninguém possa influenciar o judiciário. Vamos criar leis para proteger as pessoas que dirigem o judiciário. Eles terão essa estabilidade no emprego, terão essa independência. Vamos reduzir o poderes do presidente."

## Jammeh rejeita resultados
Em 9 de dezembro de 2016, Jammeh apareceu na televisão estatal gambiana para anunciar que tinha "decidido rejeitar o resultado das recentes eleições" devido a "anomalias graves e inaceitáveis ... durante o processo eleitoral", também declarou que uma nova eleição deveria ser realizada sob "uma comissão eleitoral independente e temente a Deus".  O anúncio foi feito depois que Fatoumata Tambajang, presidente da coalizão de oposição, solicitou uma ação penal contra Jammeh um ano após a transferência de poder em janeiro de 2017 e disse: "Vamos ter uma comissão nacional para recuperação de ativos" para obter devolução do dinheiro e propriedades de Jammeh e sua família. 
Em 10 de dezembro, os militares gambianos foram implantados em pontos estratégicos em Banjul, a capital, e montaram posições com sacos de areia e com metralhadoras, embora estivessem apenas acenando para os cidadãos através dos postos de controle.  As tropas também foram implantadas em Serekunda, a maior cidade da Gâmbia.  O correspondente africano do The Guardian especulou que a perspectiva de um processo sob um novo governo poderia levar os líderes militares e de segurança a apoiar Jammeh.  Uma tentativa do presidente da Comunidade Econômica dos Estados da África Ocidental (CEDEAO) e da Presidente da Libéria Ellen Johnson Sirleaf de negociar uma resolução para a disputa falhou quando o avião de Sirleaf não foi autorizado a entrar no país. 
O partido de Jammeh, a Aliança Patriótica para a Reorientação e a Construção (APRC), declarou que seguiria a declaração de Jammeh no requerimento ao Supremo Tribunal para que invalidasse os resultados da eleição, cumprindo um prazo de 10 dias estabelecido por lei para contestar uma eleição.  Existia um Chefe de Justiça da Gâmbia, mas não havia um Supremo Tribunal ativo no país há um ano e meio (desde maio de 2015),  e acreditava-se que pelo menos quatro juízes adicionais teriam de ser nomeados para que a Suprema Corte se reunisse para analisar o caso. 
De acordo com grupos de direitos humanos entrevistados pela Reuters, Jammeh exerce considerável influência nos tribunais. Dos três chefes de justiça entre 2013 e 2015, um foi preso, outro foi demitido, enquanto o terceiro fugiu do país após absolver alguém que Jammeh queria que fosse condenado.  Alieu Momarr Njai, o chefe da comissão eleitoral, disse que se fosse a tribunal, eles seriam capazes de mostrar que a contagem final estava correta. 
Em 13 de dezembro, as forças de segurança apoderaram-se dos escritórios da comissão eleitoral e impediram o chefe da comissão e seu pessoal de entrar no prédio.  A APRC apresentou o seu recurso visando a invalidação dos resultados. Enquanto isso, os quatro líderes regionais enviados pela CEDEAO se encontraram com Jammeh, mas saíram sem um acordo. Os militares cessaram a ocupação dos gabinetes da comissão eleitoral no final de dezembro e o governo disse que o seu pessoal estava livre para regressar ao trabalho, afirmando que a ocupação tinha como objetivo evitar um ataque ao edifício. Também pediu calma e disse que a rotina diária deve continuar normalmente. 
Em seu discurso de Ano Novo de 2017, Jammeh criticou furiosamente a posição assumida pela CEDEAO, dizendo que "é totalmente ilegal, pois viola o princípio de não interferência nos assuntos internos dos Estados-membros" e "é, com efeito, uma declaração de guerra e um insulto à nossa constituição ". Ele jurou que estava "pronto para defender este país contra qualquer agressão e não haverá nenhuma concessão sobre isso". 

### Reações domésticas
No mesmo dia em que Jammeh rejeitou os resultados, Barrow afirmou que o mandatário não tinha autoridade constitucional para anular a votação e convocar novas eleições, argumentando que apenas a Comissão Eleitoral Independente poderia fazer isso.  Também disse que se mudou para uma casa segura para proteção.  De acordo com apoiadores que protegiam a residência de Barrow, a polícia e os militares gambianos se recusaram a proteger o presidente eleito. 
A terceira candidata na eleição, Mamma Kandeh, também pediu a Jammeh que renunciasse, dizendo que "sua rápida decisão anterior de admitir a derrota e sua ação subsequente de ligar para Adama Barrow para parabenizá-lo foi elogiada em todo o mundo. Portanto, persuadimos você a reconsiderar sua decisão."
Em 12 de dezembro, a Ordem dos Advogados da Gâmbia realizou uma reunião de emergência. Eles consideraram a rejeição dos resultados das eleições por Jammeh como "equivalente a traição" e aprovaram uma resolução unânime pedindo a renúncia do Chefe de Justiça da Suprema Corte, o juiz nigeriano Emmanuel Oluwasegun Fagbenle, por má conduta grosseira, dizendo que ele havia mostrado falta de independência e imparcialidade ao fazer campanha por Jammeh e interferir de forma inadequada nas decisões tomadas por funcionários judiciais. O sindicato dos professores da Gâmbia chamou a ação de Jammeh de "uma receita para o caos e a desordem que, sem dúvida, põe em perigo a vida de todos os gambianos, especialmente nossas crianças".  O Sindicato da Imprensa da Gâmbia, a Universidade da Gâmbia e a associação médica do país e o Conselho Supremo Islâmico também apoiaram a opinião de que Jammeh deveria se afastar e permitir que Barrow assumisse a presidência.  Em 20 de dezembro, doze embaixadores da Gâmbia enviaram uma carta de congratulações a Barrow e conclamaram Jammeh a renunciar.  Em resposta, o novo Ministro da Informação de Jammeh, Seedy Njie, disse em 10 de janeiro de 2017, que os doze embaixadores foram demitidos. 
Em 13 de janeiro, Barrow disse que Jammeh não deveria buscar asilo na Nigéria, o que havia sido sugerido por alguns congressistas do Parlamento nigeriano. O presidente da Nigéria continuou tentando negociar um fim pacífico para o impasse. Barrow também afirmou que ainda seria empossado em 19 de janeiro, apesar da disputa. As negociações para acabar com a crise terminaram sem acordo em 14 de janeiro, levando a União Africana (UA) a declarar que não reconheceria Jammeh como presidente da Gâmbia após 19 de janeiro. Em vez disso, Barrow foi convidado para uma cúpula regional no Mali para continuar a discutir a respeito da transição de poder. O próprio Barrow foi ao Senegal alguns dias antes de sua posse, devido a preocupações com sua segurança.  Ele também sofreu uma tragédia pessoal durante este período, quando seu filho de oito anos morreu após ser mordido por cães. Barrow perdeu o funeral do menino em 16 de janeiro de 2017, pois não se sentia seguro em retornar à Gâmbia para participar. 

### Reações internacionais
A ação de Jammeh foi condenada pelos governos dos Estados Unidos e do Senegal.  A UA também declarou que as ações de Jammeh eram "nulas e sem efeito".  Depois que o Senegal convocou uma reunião de emergência do Conselho de Segurança das Nações Unidas (CSNU), o órgão fez uma declaração unânime de que o mandatário gambiano deveria entregar pacificamente o poder. 
Foi anunciado que uma delegação de quatro chefes de Estado da África Ocidental planejavam ir à Gâmbia em 13 de dezembro para tentar persuadir Jammeh a aceitar os resultados das eleições e renunciar. Entre eles estavam a presidente da Libéria e presidente da CEDEAO, Ellen Johnson Sirleaf, o presidente da Nigéria, Muhammadu Buhari, o presidente (cessante) de Gana, John Mahama, e o presidente de Serra Leoa Ernest Bai Koroma.  A União Africana declarou que também tencionava enviar uma delegação de negociação à Gâmbia, chefiada pelo Presidente do Chade e presidente da UA Idriss Déby.  Federica Mogherini, a Alta Representante da União Europeia para os Negócios Estrangeiros e a Política de Segurança, emitiu uma declaração dizendo que a União Europeia solicitou a Jammeh que respeitasse o resultado das eleições e renunciasse, e que "qualquer tentativa de reverter acarreta o risco de graves consequências." Samantha Power, embaixadora dos Estados Unidos nas Nações Unidas, disse: "É um momento muito perigoso."
Em 14 de dezembro, funcionários das Nações Unidas disseram que Jammeh não teria permissão para permanecer como chefe de Estado e enfrentaria fortes sanções se continuasse a fazê-lo após o término de seu mandato. Mohamed Ibn Chambas, o Representante Especial das Nações Unidas para a África Ocidental e o Sahel disse: "Para o Sr. Jammeh, o fim está aqui e em nenhuma circunstância ele pode continuar a ser presidente. A essa altura (18 de janeiro), seu mandato expirou e ele será obrigado a entregá-lo ao Sr. Barrow." Ban Ki-moon, o Secretário-Geral das Nações Unidas, disse que a recusa em aceitar o resultado da eleição foi um "ato ultrajante de desrespeito à vontade de o povo gambiano".  Quando questionado se a ONU consideraria uma ação militar para forçar a saída de Jammeh, Chambas não descartou a possibilidade - dizendo apenas "Pode não ser necessário. Vamos cruzar essa ponte quando chegarmos lá." 
Em 16 de dezembro, a CEDEAO emitiu uma declaração dizendo que Barrow "deve ser empossado", a fim de "respeitar a vontade do povo gambiano", e que "A autoridade [CEDEAO] deve tomar todas as medidas necessárias para fazer cumprir o resultado da eleição." A CEDEAO nomeou Muhammadu Buhari como seu mediador principal para a disputa  e nomeou John Mahama como co-mediador.  Em 19 de dezembro, a UA expressou o seu total apoio à posição assumida pela CEDEAO.  Idriss Déby, presidente da UA, classificou a posição da CEDEAO como uma "posição de princípio no que diz respeito à situação na Gâmbia".
Apesar da pressão dos líderes regionais, Jammeh, discursando pela televisão na noite de 20 de dezembro, declarou que não deixaria o cargo no final de seu mandato em janeiro, a menos que o Supremo Tribunal da Gâmbia confirmasse os resultados. Novamente insistiu que outra eleição era necessária: "Não vou trapacear, mas não serei enganado. A justiça deve ser feita e a única maneira de fazer justiça é reorganizar a eleição de modo que todos os gambianos votem. Essa é a única maneira de resolver o assunto pacificamente e de forma justa." Em tom desafiador, rejeitou qualquer interferência estrangeira e declarou que estava preparado para lutar. 
Em 23 de dezembro, a CEDEAO anunciou que enviaria tropas caso Jammeh não renunciasse.  O presidente da Comissão da CEDEAO, Marcel Alain de Souza, disse: "O prazo é 19 de janeiro, quando termina o mandato de Jammeh."  A intervenção militar seria liderada pelo Senegal.  De Souza disse: "Se ele não sair, temos uma força que já está em alerta, e essa força vai intervir para restaurar a vontade do povo."  Falando em 7 de janeiro, Johnson Sirleaf enfatizou a importância de uma resolução pacífica, dizendo que a CEDEAO estava "comprometida com uma mediação pacífica e uma transferência pacífica de poder na Gâmbia. Vamos continuar a buscar isso por agora". 

## Apreciação da Suprema Corte
Seis nomeações adicionais para a Suprema Corte (cinco —Habeeb A. O. Abiru, Abubakar Datti Yahaya, Abubakar Tijani, Obande Festus e Akomaye Angim — da Nigéria, e uma — Nicholas Colin Brown — de Serra Leoa) foram relatadas como tendo sido feitas em segredo, a partir de outubro de 2016, com a cooperação do Chefe de Justiça Fagbenle.  Um dos novos juízes nomeados, Akomaye Angim, é um ex-Chefe de Justiça da Gâmbia.  No entanto, não ficou claro se todos os novos juízes aceitaram suas nomeações - especialmente no caso de Abiru, que foi relatado como planejando rejeitar sua indicação e se encontrar com outros nomeados que poderiam fazer o mesmo.  Fagbenle disse em 21 de dezembro que uma audiência da Suprema Corte para considerar o recurso da APRC seria realizada em 10 de janeiro de 2017, com os juízes recém-nomeados.
Em 10 de janeiro, data em que estava programado para o Supremo Tribunal analisar o recurso da APRC sobre os resultados eleitorais, o Chefe de Justiça Emmanuel Fagbenle declarou que os juízes estrangeiros nomeados para julgar o caso só estariam disponíveis em maio ou novembro, de modo que a audiência do caso precisou ser adiada por vários meses.  Fagbenle disse: "Só podemos apreciar este assunto quando tivermos uma full bench do Supremo Tribunal", e oficialmente adiou a sessão até 16 de janeiro.  Onogeme Uduma, um nigeriano que deveria atuar como presidente do tribunal, estaria indisponível até maio.  Também foi relatado que um dos principais ministros de Jammeh, Sherriff Bojang, renunciou em protesto contra a recusa do mandatário em aceitar a derrota, embora a televisão estatal tenha informado que Bojang havia sido demitido. 
Fagbenle sugeriu que a mediação seria a melhor maneira de resolver o impasse.  No entanto, Jammeh apareceu na televisão estatal e declarou que permanecerá no cargo "para garantir que o estado de direito seja mantido" até que a Suprema Corte tome uma decisão sobre seu recurso, o que não é esperado até pelo menos maio de 2017.  Também criticou as posições das Nações Unidas, da União Africana e da CEDEAO como "interferência estrangeira" nos assuntos da Gâmbia.
Jammeh entrou com um novo pedido de liminar para tentar impedir o chefe de justiça Fagbenle de empossar Barrow como presidente. No entanto, Fagbenle disse que não consideraria o novo caso, dizendo "Dado que a injunção me afeta na qualidade de chefe de justiça, vou abster-me de aprecia-la."  Um advogado do partido de Jammeh admitiu que obter uma liminar para impedir que Barrow fosse empossado não era possível neste estágio. 

## Repressão da mídia e estado de emergência
Em 1 e 2 de janeiro de 2017, três estações de rádio privadas, Taranga FM, Hilltop Radio e Afri Radio, foram fechadas por ordem da Agência Nacional de Inteligência.  Em 3 de janeiro, foi relatado que Alieu Momar Njai, chefe da comissão eleitoral, havia deixado o país ou se escondido devido a preocupações com sua segurança.  Em uma mensagem de Ano Novo, o Chefe do Estado-Maior de Defesa Ousman Bargie afirmou que Jammeh tinha "a lealdade inabalável e o apoio das Forças Armadas da Gâmbia". 
Em 17 de janeiro, um dia antes do final de seu mandato presidencial, Jammeh anunciou um estado de emergência de 90 dias.  Em uma declaração televisionada, justificou a ação citando "a quantidade extraordinária e sem precedentes de interferência estrangeira" durante e antes da votação de dezembro de 2016.  Os partidos de oposição acusaram Jammeh de usar a medida para manter a presidência e temiam que ela pudesse ser usada para anular o resultado da eleição. 
A Assembleia Nacional aprovou o estado de emergência juntamente com uma resolução denunciando a ingerência estrangeira e uma prorrogação do seu próprio mandato, que deverá terminar em abril, por três meses (até 11 de julho de 2017).  Em seguida, aprovou uma extensão do mandato de Jammeh por três meses. 

## Posse de Adama Barrow e intervenção da CEDEAO
Após o anúncio do estado de emergência, tropas senegalesas foram enviadas para a fronteira da Gâmbia em 18 de janeiro para encabeçar a resposta militar da CEDEAO. Estas foram apoiadas por aeronaves e pessoal da Força Aérea da Nigéria, juntamente com um navio da Marinha da Nigéria. No mesmo dia, o chefe do exército gambiano, Ousman Badjie, teria dito que suas forças não lutariam em caso de intervenção estrangeira contra Jammeh. 
A vice-presidente Isatou Njie-Saidy renunciou em 18 de janeiro. Nesse ponto, oito membros do gabinete renunciaram devido à crise. 
A oposição prometeu prosseguir com a cerimônia no Banjul Mini-Stadium,  mas isso foi posteriormente cancelado, com o porta-voz de Barrow, Halifa Sallah, afirmando que ele seria empossado em um local não divulgado.  Posteriormente, foi revelado que ele prestaria juramento na embaixada da Gâmbia em Dacar.  O presidente da Mauritânia, Mohamed Ould Abdel Aziz, encontrou-se com Jammeh em uma tentativa malsucedida de persuadi-lo a deixar o cargo. Em 19 de janeiro, a CEDEAO deu a Jammeh um prazo que terminou à meia-noite para renunciar. Tropas do Senegal, Nigéria e outros países vizinhos reuniram-se na fronteira gambiana com o Senegal, à espera de uma ordem da CEDEAO para entrar na Gâmbia. Aviões da Força Aérea Nigeriana foram vistos voando sobre a Gâmbia. 
Botswana se tornou o primeiro país a cessar o reconhecimento de Jammeh em 19 de janeiro. No mesmo dia, as forças senegalesas cruzaram a fronteira e invadiram a Gâmbia.
Adama Barrow prestou juramento como presidente da Gâmbia em uma cerimônia em uma embaixada da Gâmbia em Dacar, Senegal. Horas depois, as Forças Armadas do Senegal entraram na Gâmbia para impor a presidência de Barrow.  O Conselho de Segurança das Nações Unidas aprovou uma resolução apoiando Barrow, enquanto apelava a Jammeh para renunciar. Também apoiou os esforços da CEDEAO para garantir que os resultados das eleições presidenciais de 2016 fossem respeitados, mas endossou "os meios políticos em primeiro lugar", sem expressar apoio à ação militar.  Mais tarde, o Senegal suspendeu sua ofensiva para mediar a crise pela última vez, com a invasão ocorrendo ao meio-dia de 20 de janeiro caso Jammeh ainda se recusasse a ceder o poder. Naquela noite, o mandatário demitiu o restante de seu gabinete, de acordo com relatórios do Gambia Radio & Television Service, e anunciou que iria substituí-lo por novos membros. 
Jammeh, no entanto, recusou-se a renunciar mesmo depois que o prazo final do meio-dia passou, e embora tenha sido posteriormente estendido para 16:00, novamente se recusou a renunciar.  O presidente da Mauritânia, Mohamed Abdul Aziz, o presidente da Guiné Alpha Condé e o chefe regional das Nações Unidas, Mohammed Ibn Chambas, tentaram persuadi-lo a resignar. O chefe do exército da Gâmbia, Tenente-General Ousman Badjie, jurou lealdade a Barrow e declarou que o exército gambiano não lutaria contra a CEDEAO.  Barrow e um oficial senegalês mais tarde afirmaram que Jammeh concordou em renunciar e deixar o país.  O presidente da Mauritânia, Aziz, anunciou mais tarde que um acordo tinha sido alcançado para ele renunciar e sair do país. 
Durante a madrugada de 21 de janeiro, Jammeh anunciou na televisão estatal que estava deixando o cargo de presidente,  e deixou o país mais tarde no mesmo dia.  A Assembleia Nacional revogou o estado de emergência imposto por Jammeh em 24 de janeiro.  Em seguida, 4.000 soldados da CEDEAO permaneceram na Gâmbia para manter a ordem em preparação para Barrow Barrow regressar e consolidar sua presidência. Cinco dias depois, Barrow retornou à Gâmbia enquanto solicitava às tropas da CEDEAO (agora em torno de 2.500) que permanecessem por pelo menos seis meses para ajudá-lo a estabelecer a ordem. 